# Desmos pedunculosus
Desmos pedunculosus är en kirimojaväxtart som först beskrevs av A. Dc., och fick sitt nu gällande namn av Nguyên Tiên Bân. Desmos pedunculosus ingår i släktet Desmos och familjen kirimojaväxter. Utöver nominatformen finns också underarten D. p. tonkinensis.